# Phyllocnistis dorcas
Phyllocnistis dorcas är en fjärilsart som beskrevs av Edward Meyrick 1915. Phyllocnistis dorcas ingår i släktet Phyllocnistis och familjen styltmalar.
Artens utbredningsområde är Guyana. Inga underarter finns listade i Catalogue of Life.